# Decenario

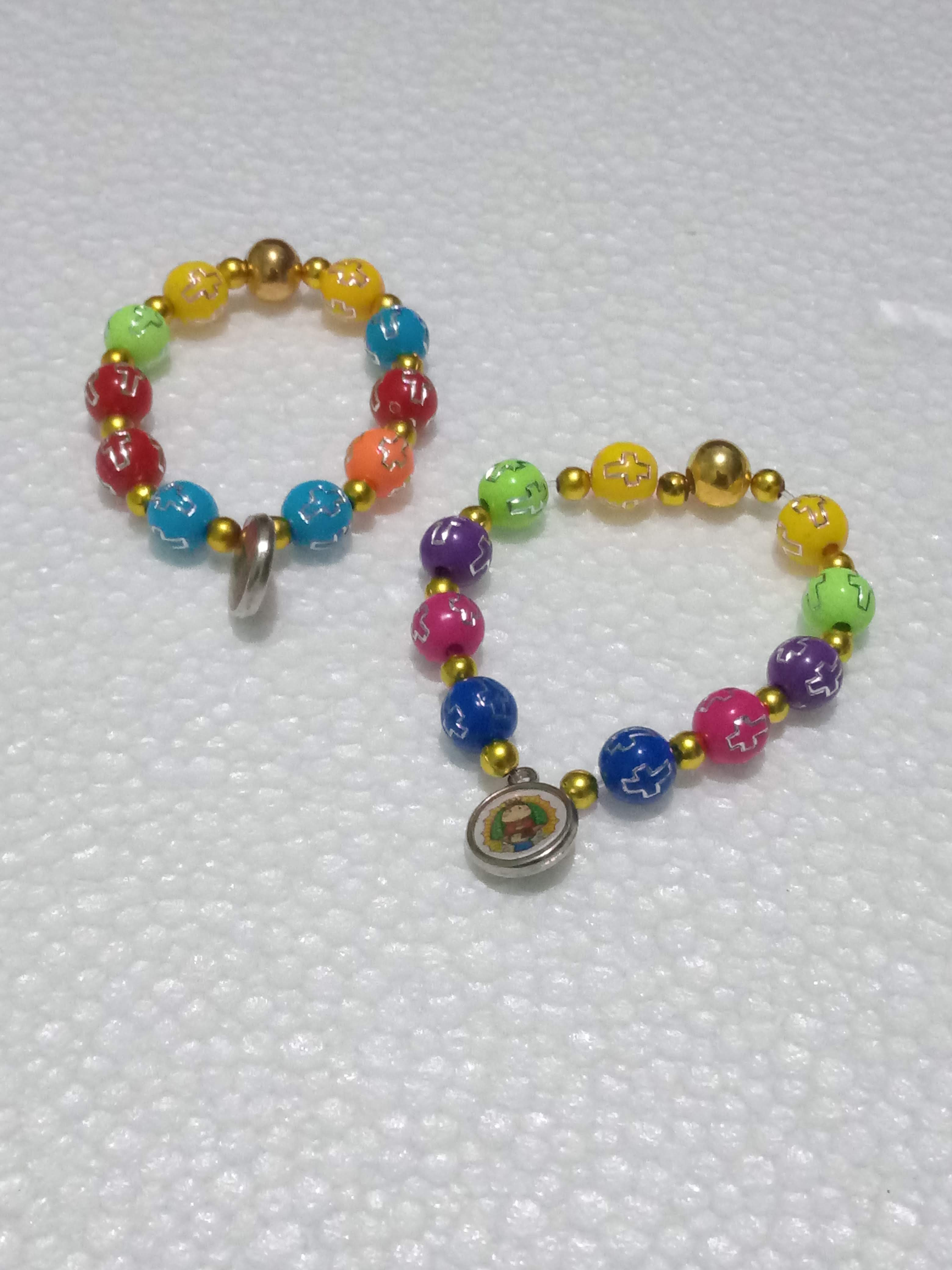
Un par de decenarios en Castilla, España.

El decenario es una sarta de diez nudos popular en España y en Hispanoamérica, de donde provienen. Se usan como rosarios para rezar. Originalmente están fabricadas en hilo de terlenca, y de ellas pende una pequeña cruz por remate o sortija que sirve para cogerla en el dedo y llevar la cuenta de lo que se reza.

## Origen
El origen de las pulseras decenario se encuentra en Hispanoamérica, en países con tradición textil. A partir de aquí empiezan a extenderse a otros lugares del mundo. Se trata de una prenda fabricada de manera completamente artesanal y que se importa directamente desde el continente sudamericano.
Su nombre proviene del término decena, relativo al número de nudos del que consta.
En el año 2010 se popularizan en España debido a que la periodista deportiva Sara Carbonero las llevó puestas durante el Mundial de Fútbol de Sudáfrica 2010, lo que hizo que millones de personas quisieran imitar su estilo. Pero no ha sido la única, la cantante Shakira también las lució cantando su famoso ‘Waka Waka’ al despedir el mundial y famosos como Ana Rosa Quintana, Fernando Verdasco o Pilar Rubio también han sido vistos llevándolas.
esa la face del misterio,  10 avemarías,  1 gloria y un padre nuestro